# Jane Wymark
| Jane Wymark                               | Jane Wymark                                                        |
| Kattints az alábbi külső linkek egyikére! | Kattints az alábbi külső linkek egyikére!                          |
| ----------------------------------------- | ------------------------------------------------------------------ |
| Nem található szabad kép.(?)              |                                                                    |
| külső link · jogvédett                    | Joyce Barnaby szerepében a „Kisvárosi gyilkosságok” tévésorozatban |

Jane Wymark, eredetileg Susannah Jane Margaret Cheeseman (Paddington, London, 1952. október 31.) angol színésznő. A magyar tévénézők főleg a Kisvárosi gyilkosságok c. brit krimisorozatból ismerhetik mint Joyce-t, a főszereplő Tom Barnaby rendőr-főfelügyelő feleségét.

## Élete

### Származása
1952-ben született London Paddington kerületében. Édesapja Patrick Wymark (eredetileg Patrick Carl Cheeseman) angol színész-rendező (1926–1970), 
édesanyja Olwen Margaret Buck amerikai írónő, forgatókönyvíró (1932–2013) volt. Négy testvér között ő volt a legidősebb. Öccsei Tristram (*1962) és Dominic (*1960), húga Rowan (*1954).

### Színészi pályája
Jane a birminghami egyetem elvégzése után színésznő lett. 1975-ben debütált a Rooms c. tévésorozat egy kisebb szerepében. A brit nézőközönség körében népszerűségét és széles körű ismertségét a BBC által az 1975–77 között készített és sugárzott Poldark c. romantikus tévéfilmsorozatban alapozta meg, ahol Morwenna Chynoweth–Whitworth szerepét játszotta (a sorozat végén ez a karakter már Morwenna Carne nevet viselt). Jane Wymark megjelent számos (Magyarországon be nem mutatott) brit tévéfilmben és sorozatban (The Bass Player and the Blonde, A Touch of Frost, Dangerfield, Lovejoy, Pie in the Sky és sok másban.
A 2000-es évek első két évtizedében a magyar tévénézők az ITV csatorna Kisvárosi gyilkosságok (Midsomer Murders) krimisorozatában láthatták Wymarkot, mint a sorozat egyik főszereplőjét, Joyce Barnabyt, Tom Barnaby rendőr-főfelügyelő (John Nettles) feleségét, Cully Barnaby (Laura Howard) édesanyját. A sorozatban szinkronhangját Frajt Edit adta.

### Magánélete
Paul Howson brit színészhez ment férjhez, akivel egy, a British Council által szervezett turnén ismerkedett meg. Paul Howson külföldi munkái miatt a család hosszú ideig élt Bangladeshben és Dániában. Két fiuk született, mindketten a filmiparban dolgoznak.

## Színpadi szerepei
- 1977 : Ofélia szerepét játszotta William Shakespeare Hamletjében, a Prospect Theatre Company társulatának előadásában, a londoni Old Vic Theatre színházában, Derek Jacobi, John Turner, Barbara Jefford, John Nettleton és Terence Wilton társaságában, rendező Toby Robertson.

- 1978 : Szása szerepét játszotta Csehov első drámájának, az Ivanovnak Toby Robertson által rendezett változatában, a londoni Old Vic Theatre színházban (a Prospect Theatre Company társulatával).

- 1979 : Ofélia szerepét játszotta Shakespeare : Hamletjében, a londoni Old Vic Theatre saját társulatának előadásában, Derek Jacobi, Julian Glover, Brenda Bruce, Robert Eddison, Terence Wilton és Barrie Rutter társaságában.[7]

- 1970-es évek vége: Jill Mason szerepét alakította Peter Shaffer Equus című drámájában, a birminghami Repertory Theatre színházban (Birminghem Rep).

## Film- és televíziós szerepei
- 1975 : Rooms tévésorozat (Susan)
- 1975 : Shadows tévésorozat (Julia)
- 1976 : Beasts tévésorozat (Jo Gilkes)
- 1977 : Fathers and Families tévé-minisorozat (Penelope Matthews)
- 1977 : Rob Roy tévésorozat (Diana)
- 1977 : ITV Playhouse tévésorozat (Terry)
- 1977 : Poldark tévésorozat (több „Morwenna” szerepben)
- 1978 : The Bass Player and the Blonde tévésorozat (Terry)
- 1980 : BBC2 Playhouse tévésorozat (Cass Rudolf)
- 1982 : The Sidmouth Letters tévéfilm (főszereplő)
- 1991 : Chalkface tévésorozat
- 1992 : A Fatal Inversion tévésorozat (Meg Chipstead)
- 1992 : Screen One tévésorozat (Aerobik tanárnő)
- 1992 : Between the Lines tévésorozat (hírszerkesztő)
- 1993 : Drop the Dead Donkey tévésorozat (Belinda)
- 1993 : Maigret tévésorozat (Madame Gaudry)
- 1993 : Screenplay tévésorozat (mentőorvos)
- 1993 : Lovejoy tévésorozat (Lucy Welland-Smythe)
- 1994 : Screen Two tévésorozat (Anne)
- 1995 : Minden ember halandó (All Men Are Mortal) (Gertrude, színésznő)
- 1996 : No Bananas tévé-minisorozat (ATS tisztviselő)
- 1996 : Pie in the Sky tévésorozat (Emma Bishop)
- 1996 : Giving Tongue tévéfilm (Forest of Dean)
- 1997 : A Touch of Frost tévésorozat (Fiona Barr)
- 1997 : Underworld tévésorozat (Mrs. Arnott)
- 1998 : Dangerfield tévésorozat (Maude Wilson)
- 2006 : Sinchronicity tévésorozat (Wendy)
- 2010 : Doctors tévésorozat (Clare Clayton)
- 1997–2011 : Kisvárosi gyilkosságok (Midsomer Murders) tévésorozat (Joyce Barnaby)

## Egyéb megjelenései
- 1993 : a Birds Eye Country Club vállalat vegetariánus ételeinek reklámarcaként szerepelt.[7]

## További információ
- Jane Wymark a PORT.hu-n (magyarul)
- Jane Wymark az Internet Movie Database-ben (angolul)
- Jane Wymark az AlloCiné weboldalán (franciául)
- Jane Wymark. Omnilexica. (Hozzáférés: 2013. december 12.)
- Jane Wymark Profile. Famousfix.com. (Hozzáférés: 2023. január 18.)